# Владислав Рауш
Владислав Рауш (пол. Władysław Rausz; 1858 — до 1912) — польський архітектор. Навчався в Політехнічній школі Львова. Протягом 1877–1882 років — у Віденській політехніці під керівництвом Гайнріха фон Ферстеля. Певний час працював в архітектурному бюро Тадеуша Стриєнського у Кракові. Проєктував фасади будинків, які споруджувала фірма. Згодом переїхав до Львова. Від 1884 року член Політехнічного товариства у Львові. У львівському журналі «Czasopismo Techniczne» за 25 липня 1912 року згаданий як такий, що недавно помер, залишив удову та дітей. Точна дата смерті невідома.
Роботи
- Будинок на вулиці Феліціянок, 12 у Кракові.
- Будинки на вулиці Топольовій, 40 і 42 у Кракові.
- Комплекс невеликих будинків для потреб Малопольської молочарської спілки на вулиці Єфремова, 30 у Львові (співавтор Ян Новорита; 1911)[5].
- Необарокова вілла Еміля Дуніковського на вулиці Драгоманова, 42 у Львові (1897—1898)[6].
- Конкурсний проєкт будинку у Варшаві на розі вулиць Хмільної і Зельної (1899, не реалізований)[7].
- Вілла Йоанни Лоренц на вулиці Коновальця, 21 у Львові (1898)[8][9].

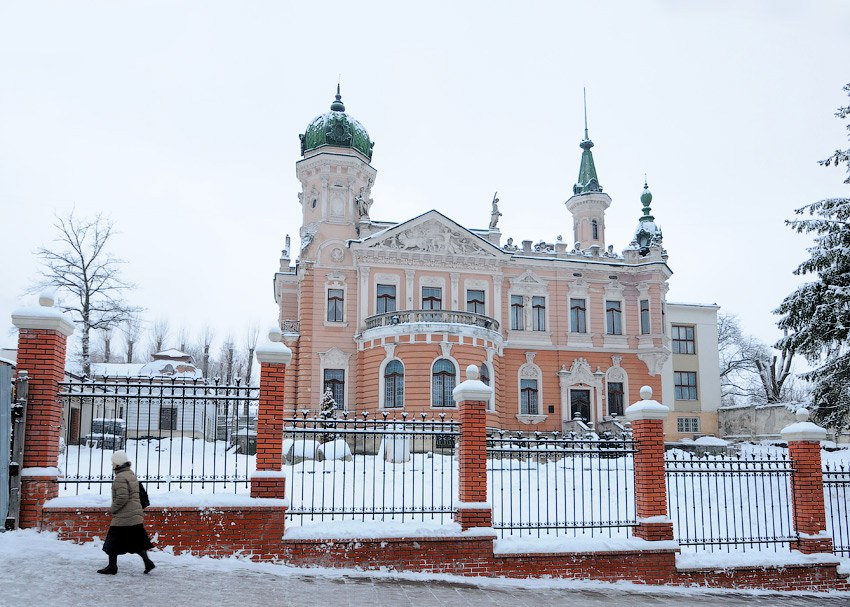
Вілла Еміля Дуніковського (вул. Драгоманова, 42)
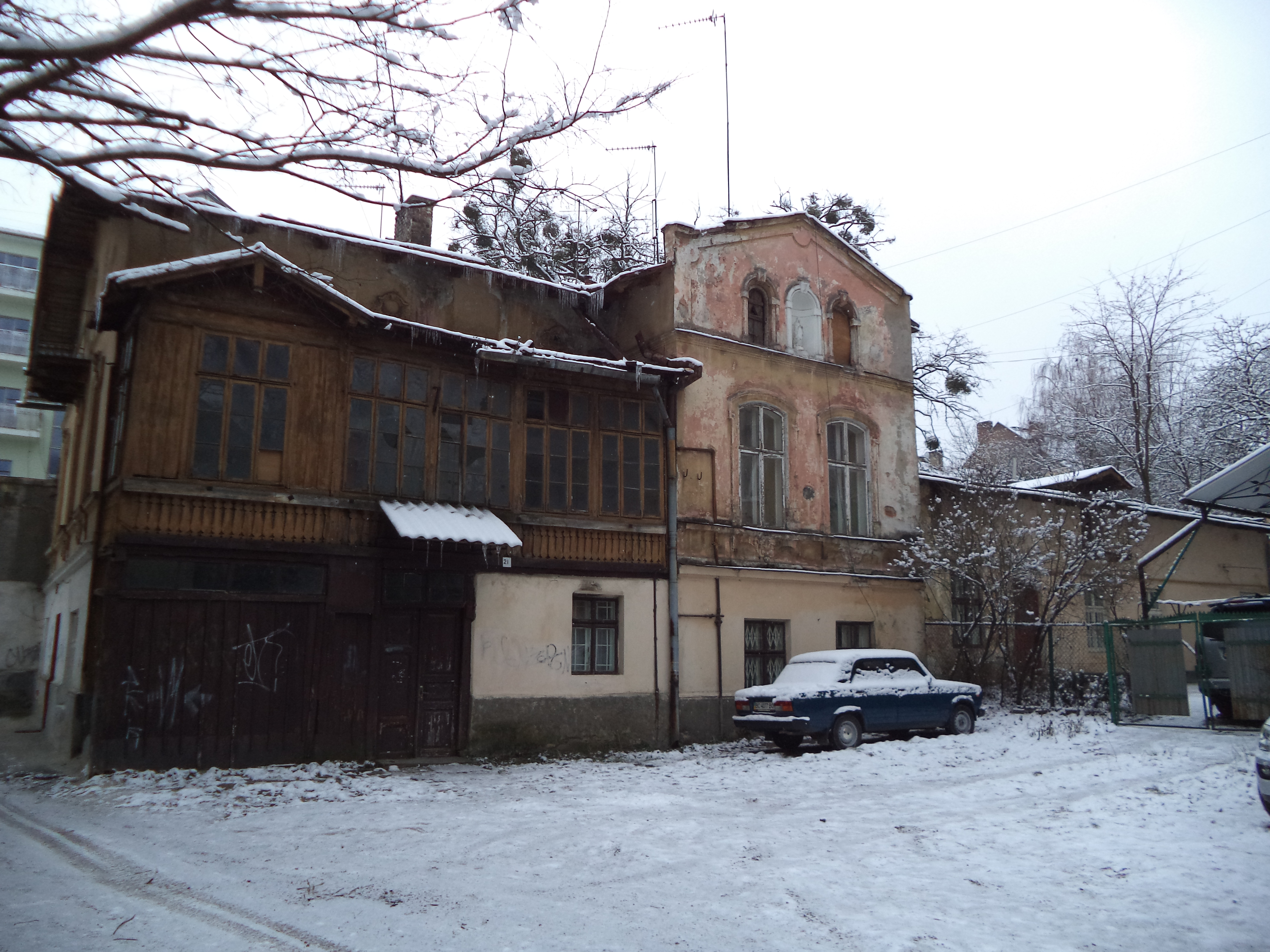
Вілла Йоанни Лоренц (вул. Коновальця, 21)